# 中华人民共和国死刑罪名列表
本表列出中华人民共和国各个时期《中华人民共和国刑法》或等效法规所规定的各项死刑罪名及其变动情况。民间有八大罪一说，指极其容易被判死刑的八种严重犯罪。

## 刑法时期（1979年至今）
1979年7月1日第五届全国人民代表大会第二次会议通过《中华人民共和国刑法》，后经《中华人民共和国刑法修正案（八）》修正。

### 现行死刑罪名（9条46项）
根据2015年11月1日生效的《中华人民共和国刑法修正案（九）》修正后的《中华人民共和国刑法》。

#### 危害国家安全罪（7项）
1. 背叛国家罪
2. 分裂国家罪
3. 武装叛乱、暴乱罪
4. 投敌叛变罪
5. 间谍罪
6. 为境外的机构、组织、人员窃取、刺探、收买、非法提供国家秘密或者情报罪
7. 资敌罪

#### 危害公共安全罪（14项）
1. 放火罪
2. 决水罪
3. 爆炸罪
4. 投放危险物质罪
5. 以危险方法危害公共安全罪
  - 有下列行为的，以本罪论处：

  1. 未经有关部门批准擅自架设电网
  2. 破坏矿井通风设备
  3. 在火灾现场破坏消防设施或者器材
  4. 故意传播突发性传染病病原体
  5. 邪教组织人员以自焚、自爆或者其他危险方法危害公共安全
  6. 故意驾车冲撞不特定人群或向不特定人群开枪
  7. 发生交通事故后，不顾他人阻拦高速驾车逃逸，放任冲撞更多车辆或人群的危害后果发生，
6. 破坏电力设备罪
  - 第119条：“破坏交通工具、交通设施、电力设备、燃气设备、易燃易爆设备，造成严重后果的，处十年以上有期徒刑、无期徒刑或者死刑。”
  - 最高人民法院《关于审理破坏电力设备刑事案件具体应用法律若干问题的解释》：破坏电力设备“造成严重后果”的四种情形包括：

  1. 造成1人死亡、3人以上重伤或者10人以上轻伤的；
  2. 造成1万户以上用户电力供应中断6小时以上，致使生产、生活受到严重影响的；
  3. 造成直接经济损失100万元以上的；
  4. 造成其他危害公共安全严重后果的。
7. 破坏易燃易爆设备罪
8. 破坏交通工具罪
  - 第116条：“破坏火车、汽车、电车、船只、航空器，足以使火车、汽车、电车、船只、航空器发生倾覆、毁坏危险，尚未造成严重后果的，处三年以上十年以下有期徒刑。造成严重后果的，处十年以上有期徒刑、无期徒刑或者死刑。”
9. 破坏交通设施罪
  - 第119条：“破坏交通工具、交通设施、电力设备、燃气设备、易燃易爆设备，造成严重后果的，处十年以上有期徒刑、无期徒刑或者死刑。”
  - 最高人民法院《关于执行<中华人民共和国铁路法>中刑事罚则若干问题的解释》：“《铁路法》第六十一条、第六十二条规定所称的“严重后果”，是指因行为人故意毁损、移动铁路行车信号装置或者在铁路线路上放置足以使列车倾覆的障碍物，或者盗窃铁路线路上行车设施的零件、部件、铁路线路上的器材，造成人身伤亡、重大财产毁损、中断铁路行车等严重后果的。”
10. 劫持航空器罪
  - 第121条：“以暴力、胁迫或者其他方法劫持航空器的，处十年以上有期徒刑或者无期徒刑；致人重伤、死亡或者使航空器遭受严重破坏的，处死刑。”（绝对死刑）
11. 非法制造、买卖、运输、邮寄、储存枪支、弹药、爆炸物罪
  - 第125条：“非法制造、买卖、运输、邮寄、储存枪支、弹药、爆炸物的，处三年以上十年以下有期徒刑；情节严重的，处十年以上有期徒刑、无期徒刑或者死刑。”
  - 最高人民法院《关于审理非法制造、买卖、运输枪支、弹药、爆炸物等刑事案件具体应用法律若干问题的解释》：本罪的立案标准是：

  1. 制造军用枪支、以火药为动力发射枪弹的非军用枪支1支以上或者以压缩气体等为动力的其他非军用枪支2支以上、成套散件一套以上或者主要零部件50件以上；
  2. 买卖、运输、邮寄、储存枪支2支以上、成套散件两套以上或者主要零部件100件以上；
  3. 制造军用、非军用专用子弹500发以上或者买卖、运输、邮寄、储存军用、非军用专用子弹1000发以上；
  4. 制造各类炸药10公斤以上或者买卖、运输、邮寄、储存各类炸药20公斤以上；

  - 达到前款各标准五倍以上的，属于“情节严重”。
12. 非法制造、买卖、运输、储存危险物质罪
13. 盗窃、抢夺枪支、弹药、爆炸物、危险物质罪
14. 抢劫枪支、弹药、爆炸物、危险物质罪
  - 第127条：“盗窃、抢夺枪支、弹药、爆炸物的，或者盗窃、抢夺毒害性、放射性、传染病病原体等物质，危害公共安全的，处三年以上十年以下有期徒刑；情节严重的，处十年以上有期徒刑、无期徒刑或者死刑。”
  - 盗窃、抢夺国家机关、军人、警察、民兵持有和保管的枪支、弹药、爆炸物的，属情节严重行为，不论犯罪所得多少均处十年以上有期徒刑、无期徒刑、死刑。
  - 第127条：“抢劫枪支、弹药、爆炸物或者抢劫毒害性、放射性、传染病病原体等物质，危害公共安全的，或者盗窃、抢夺国家机关、军警人员、民兵的枪支、弹药、爆炸物的，处十年以上有期徒刑、无期徒刑或者死刑。”

#### 破坏社会主义市场经济秩序罪（2项）
1. 生产、销售假药罪
  - 第141条：“生产、销售假药的，处三年以下有期徒刑或者拘役，并处罚金；对人体健康造成严重危害或者有其他严重情节的，处三年以上十年以下有期徒刑，并处罚金；致人死亡或者有其他特别严重情节的，处十年以上有期徒刑、无期徒刑或者死刑，并处罚金或者没收财产。”
2. 生产、销售有毒、有害食品罪

#### 侵犯公民人身权利罪（5项）
1. 故意杀人罪
  - 第232条：“故意杀人的，处死刑、无期徒刑或者十年以上有期徒刑；情节较轻的，处三年以上十年以下有期徒刑。”
  - 根据司法实践，有下列情形之一的，被处死刑的概率较大：

  1. 杀害未成年人的；
  2. 出于图财、奸淫、对举报犯罪或出庭作证等正义行为进行报复、毁灭罪证、嫁祸他人、暴力干涉婚姻自由等卑劣动机而杀人；
  3. 利用烈火焚烧、脱衣冷冻、不准进食、逐渐肢解等极端残酷的手段杀人；
  4. 杀害特定对象如与之朝夕相处的亲人，著名的政治家、记者、艺术家等，造成社会强烈震动、影响恶劣的杀人；
  5. 产生诸如多人死亡，导致被害人亲人精神失常等严重后果的杀人等等。

  - 刑法分则规定的转化为故意杀人罪的情形：

  1. 非法拘禁他人，使用暴力致人死亡的；
  2. 刑讯逼供、暴力取证，致人死亡的，按照故意杀人罪定罪从重处罚；
  3. 虐待被监管人，致人死亡的，依照故意杀人罪定罪从重处罚；
  4. 聚众打砸抢，致人死亡的；
  5. 聚众斗殴，致人死亡的；
  6. 胁迫他人出卖人体器官、摘取未成年人的人体器官或欺骗他人捐献人体器官的，视情节依照故意杀人罪定罪处罚。
2. 故意伤害罪
  - 第234条：“（故意伤害）致人死亡或者以特别残忍手段致人重伤造成严重残疾的，处十年以上有期徒刑、无期徒刑或者死刑。”
  - 刑法分则规定的转化为故意伤害罪的情形：

  1. 非法拘禁他人，使用暴力致人伤残的，依照故意伤害罪定罪处罚。
  2. 刑讯逼供、暴力取证，致人伤残的，按照故意伤害罪定罪从重处罚。
  3. 虐待被监管人，致人伤残的，依照故意伤害罪定罪从重处罚。
  4. 聚众打砸抢，致人伤残的，依照故意伤害罪定罪处罚。
  5. 聚众斗殴，致人重伤的，依照故意伤害罪定罪处罚。
  6. 非法组织卖血或者强迫他人卖血，对他人造成伤害的，视情节依照故意伤害罪定罪处罚。
  7. 胁迫他人出卖人体器官、摘取未成年人的人体器官或欺骗他人捐献人体器官的，依照故意伤害罪定罪处罚。
  8. 组织和利用邪教组织制造、散布迷信邪说，指使、胁迫其成员或者其他人实施自伤行为的，以故意伤害罪定罪处罚。
  9. 组织、策划、煽动、教唆、帮助邪教组织人员自残的，以故意伤害罪定罪处罚。
  10. 在交通肇事后为逃避法律追究，将被害人带离事故现场后隐藏或遗弃，致使被害人无法得到救助而严重残疾的，以故意伤害罪定罪处罚。
3. 强奸罪
  - 第263条：“强奸妇女、奸淫幼女，有下列情形之一的，处十年以上有期徒刑、无期徒刑或者死刑”：

  1. 强奸妇女、奸淫幼女情节恶劣的
  2. 强奸妇女、奸淫幼女多人的
  3. 在公共场所当众强奸妇女的
  4. 二人以上轮奸的
  5. 致使被害人重伤、死亡或者造成其他严重后果的
4. 绑架罪
  - 第239条：“以勒索财物为目的绑架他人的，或者绑架他人作为人质的，处十年以上有期徒刑或者无期徒刑，并处罚金或者没收财产；情节较轻的，处五年以上十年以下有期徒刑，并处罚金。”

  1. 犯前款罪，杀害被绑架人的，或者故意伤害被绑架人，致人重伤、死亡的，处无期徒刑或者死刑，并处没收财产。
  2. 以勒索财物为目的偷盗婴幼儿的，依照前两款的规定处罚。
5. 拐卖妇女、儿童罪
  - 第240条：“犯本罪有下列情形之一”且“情节特别严重”的，处死刑，并处没收财产：

  1. 拐卖妇女、儿童集团的首要分子；
  2. 拐卖妇女、儿童三人以上的；
  3. 奸淫被拐卖的妇女的；
  4. 诱骗、强迫被拐卖的妇女卖淫或者将被拐卖的妇女卖给他人迫使其卖淫的；
  5. 以出卖为目的，使用暴力、胁迫或者麻醉方法绑架妇女、儿童的；
  6. 以出卖为目的，偷盗婴幼儿的；
  7. 造成被拐卖的妇女、儿童或者其亲属重伤、死亡或者其他严重后果的；
  8. 将妇女、儿童卖往境外的。

#### 侵犯财产罪（1项）
1. 抢劫罪
  - 第263条：“以暴力、胁迫或者其他方法抢劫公私财物的”且“有下列情形之一的，处十年以上有期徒刑、无期徒刑或者死刑，并处罚金或者没收财产”：

  1. 入户抢劫的；
  2. 在公共交通工具上抢劫的；
  3. 抢劫银行或者其他金融机构的；
  4. 多次抢劫或者抢劫数额巨大的；
  5. 抢劫致人重伤、死亡的；
  6. 冒充军警人员抢劫的；
  7. 持枪抢劫的；
  8. 抢劫军用物资或者抢险、救灾、救济物资的。

  - 有下列情形之一的，以抢劫罪论处：

  1. 实施盗窃罪、抢夺罪、诈骗罪、侵占罪、信用卡诈骗罪、使用假币罪、盗伐林木罪、盗掘古墓葬罪、破坏电力设备罪、聚众哄抢罪等侵犯财产型犯罪后，为抗拒抓捕、毁灭罪证、隐藏或转移赃物而当场使用暴力或以暴力相威胁的
  2. 携带凶器抢夺的
  3. 飞车抢夺致人重伤或死亡的
  4. 强迫交易数额巨大或致人重伤、死亡的
  5. 聚众打砸抢导致公私财物被毁坏、被抢走的，对首要分子以抢劫罪论处

#### 妨害社会管理秩序罪（3项）
1. 暴动越狱罪
2. 聚众持械劫狱罪
3. 走私、贩卖、运输、制造毒品罪

#### 危害国防利益罪（2项）
1. 破坏武器装备、军事设施、军事通信罪
2. 提供不合格的武器装备、军事设施罪

#### 贪污贿赂罪（2项）
1. 贪污罪
  - 第382条第1款：“国家工作人员利用职务上的便利，侵吞、窃取、骗取或者以其他手段非法占有公共财物的，是贪污罪。”
  - 第382条第2款：“受国家机关、国有公司、企业、事业单位、人民团体委托管理、经营国有财产的人员，利用职务上的便利，侵吞、窃取、骗取或者以其他手段非法占有国有财物的，以贪污论。”
  - 第382条第3款：“与前两款所列人员勾结，伙同贪污的，以共犯论处。”
  - 第383条第1款第3项：“贪污数额特别巨大或者有其他特别严重情节的，处十年以上有期徒刑或者无期徒刑，并处罚金或者没收财产；数额特别巨大，并使国家和人民利益遭受特别重大损失的，处无期徒刑或者死刑，并处没收财产。“
  - 第383条第2款：“对多次贪污未经处理的，按照累计贪污数额处罚。”
2. 受贿罪

#### 军人违反职责罪（10项）
1. 战时违抗命令罪
2. 隐瞒、谎报军情罪
3. 拒传、假传军令罪
4. 投降罪
5. 战时临阵脱逃罪
6. 驾驶航空器、舰船叛逃罪
7. 为境外的机构、组织、人员窃取、刺探、收买、非法提供军事秘密罪
8. 盗窃、抢夺武器装备、军用物资罪
9. 非法出卖、转让军队武器装备罪
10. 战时残害居民、掠夺居民财物罪

### 2015年取消（9项）
2015年8月29日，第十二届全国人大常委会第十六次会议表决通过了《中华人民共和国刑法修正案（九）》，取消9个罪名死刑，2015年11月1日生效。
1. 走私武器、弹药罪（最高刑减为无期徒刑）
2. 走私核材料罪（罪名取消）
3. 走私假币罪（罪名取消）
4. 伪造货币罪（最高刑减为无期徒刑）
5. 集资诈骗罪（最高刑减为无期徒刑）（删去刑法第一百九十九条）
6. 组织卖淫罪（最高刑减为无期徒刑）
7. 强迫卖淫罪（最高刑减为无期徒刑）
8. 阻碍执行军事职务罪（最高刑减为无期徒刑）
9. 战时造谣惑众罪（最高刑减为无期徒刑）

### 2011年取消（13项）
2011年2月25日第十一届全国人民代表大会常务委员会第十九次会议通过《中华人民共和国刑法修正案（八）》，取消13个死刑罪名，2011年5月1日生效。
1. 走私文物罪
2. 走私贵重金属罪
3. 走私珍贵动物、珍贵动物制品罪
4. 走私普通货物、物品罪
5. 票据诈骗罪
6. 金融凭证诈骗罪
7. 信用证诈骗罪
8. 虚开增值税专用发票用于骗取出口退税、抵扣税款发票罪
9. 伪造、出售伪造的增值税专用发票罪
10. 盗窃罪
  - 有下列情形之一的，处无期徒刑或者死刑，并处没收财产： 
    1. 盗窃金融机构，数额特别巨大的；
    2. 盗窃珍贵文物，情节严重的。
11. 传授犯罪方法罪
12. 盗掘古文化遗址、古墓葬罪
13. 盗掘古人类化石、古脊椎动物化石罪

### 2001年取消（1项）
2001年12月29日生效的《中华人民共和国刑法修正案（三）》：
1. 取消投毒罪，修改为投放危险物质罪

## 已废除的死刑罪名（按时间排序）
| 罪名                         | 可判死刑施行时间 | 废除施行死刑时间 | 确立 | 废除 |
| ---------------------------- | ---------------- | ---------------- | --- | --- |
| 第一章 反革命罪 第一百零三条 | 1980年1月1日     |                  | 《中华人民共和国刑法》（1979）第一章 反革命罪 第一百零三条                                                                              | 自《中华人民共和国刑法》于1997年3月14日修订后，各修正案均未再出现“反革命罪”。尚不清楚“反革命罪”是否转化为“危害国家安全罪”。 |
| 投毒罪                       | 1980年1月1日     | 2001年12月29日   | 《中华人民共和国刑法》（1979）第二章 危害公共安全罪 第一百零六条 →《中华人民共和国刑法》（1997年） 第二章 危害公共安全罪 第一百一十五条 | 中华人民共和国刑法修正案（三）二、 罪名更改，最高量刑仍为死刑                                                               |

## 已不再施行死刑罪名（按时间排序）
| 罪名           | 可判死刑施行时间 | 废除施行死刑时间 | 确立 | 废除                                   |
| -------------- | ---------------- | ---------------- | --- | -------------------------------------- |
| 战时造谣惑众罪 | 1997年10月1日    | 2015年11月1日    | 《中华人民共和国刑法》 (1997年) 第十章 军人违反职责罪 第四百三十三条                                               | 中华人民共和国刑法修正案（九）五十一、 |
| 强迫卖淫罪     | 1997年10月1日    | 2015年11月1日    | 《中华人民共和国刑法》 (1997年) 第六章 妨害社会管理秩序罪 第八节 组织、强迫、引诱、容留、介绍卖淫罪 第三百五十八条 | 中华人民共和国刑法修正案（九）四十二、 |